# Bülent Ulusoy
Bülent Ulusoy (Trebisonda, 7 gennaio 1978) è un ex pugile turco. Ha rappresentato la Turchia ai Giochi olimpici di Sydney 2000 e Atene 2004.

## Palmarès

### Mondiali dilettanti
- 1 medaglia:
  - 1 bronzo (Belfast 2001 nei pesi superwelter)

### Europei dilettanti
- 1 medaglia:
  - 1 oro (Tampere 2000 nei pesi welter)

### Campionati dilettanti dell'UE
- 3 medaglie:
  - 2 ori (Strasburgo 2003 nei pesi welter; Madrid 2004 nei pesi welter)
  - 1 argento (Pécs 2006 nei pesi welter)

### Giochi del Mediterraneo
- 3 medaglie:
  - 2 ori (Tunisi 2001 nei pesi superwelter; Almeria 2005 nei pesi welter)